# Nemocnice Tel ha-Šomer

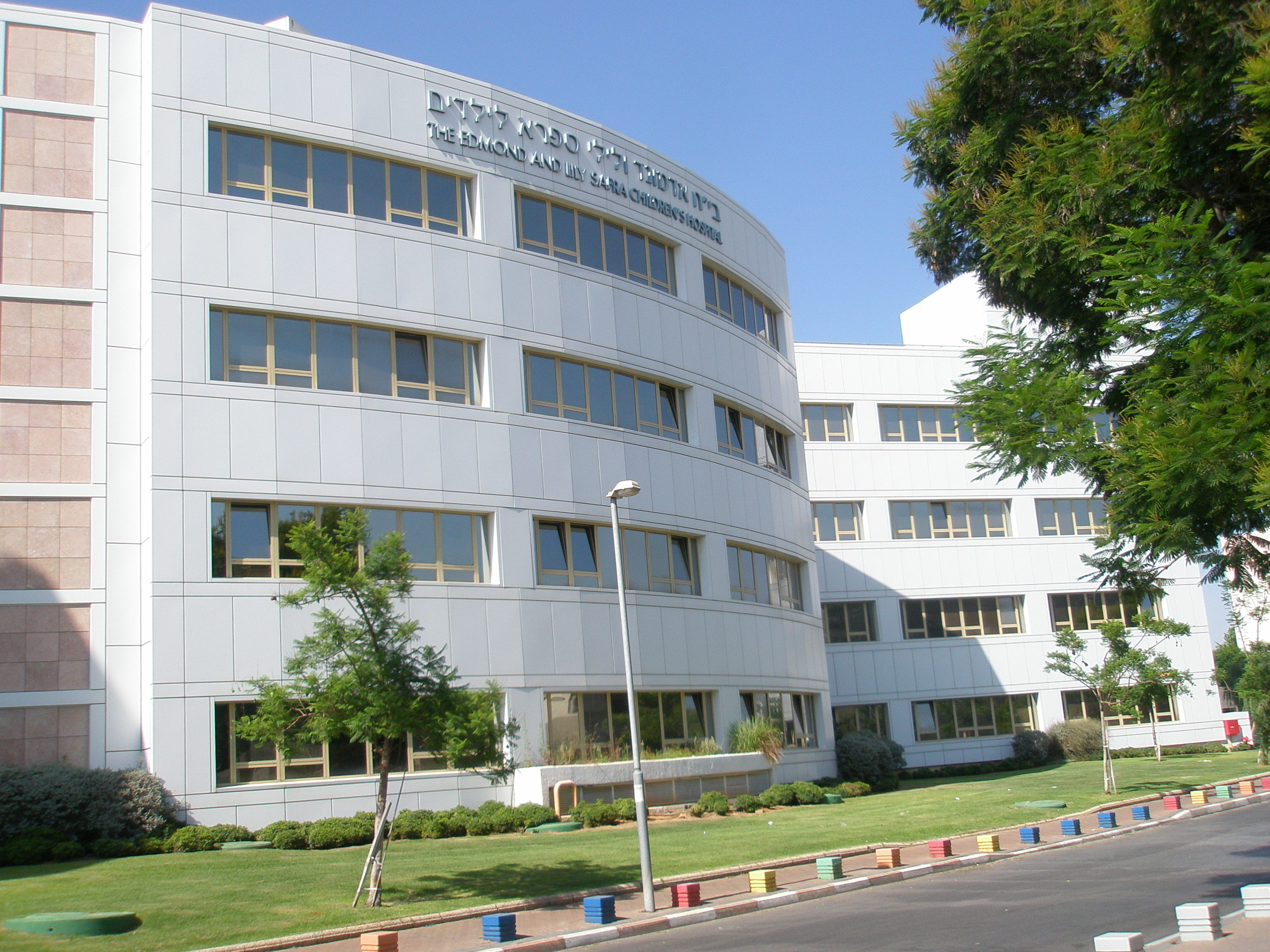
Budova dětské nemocnice

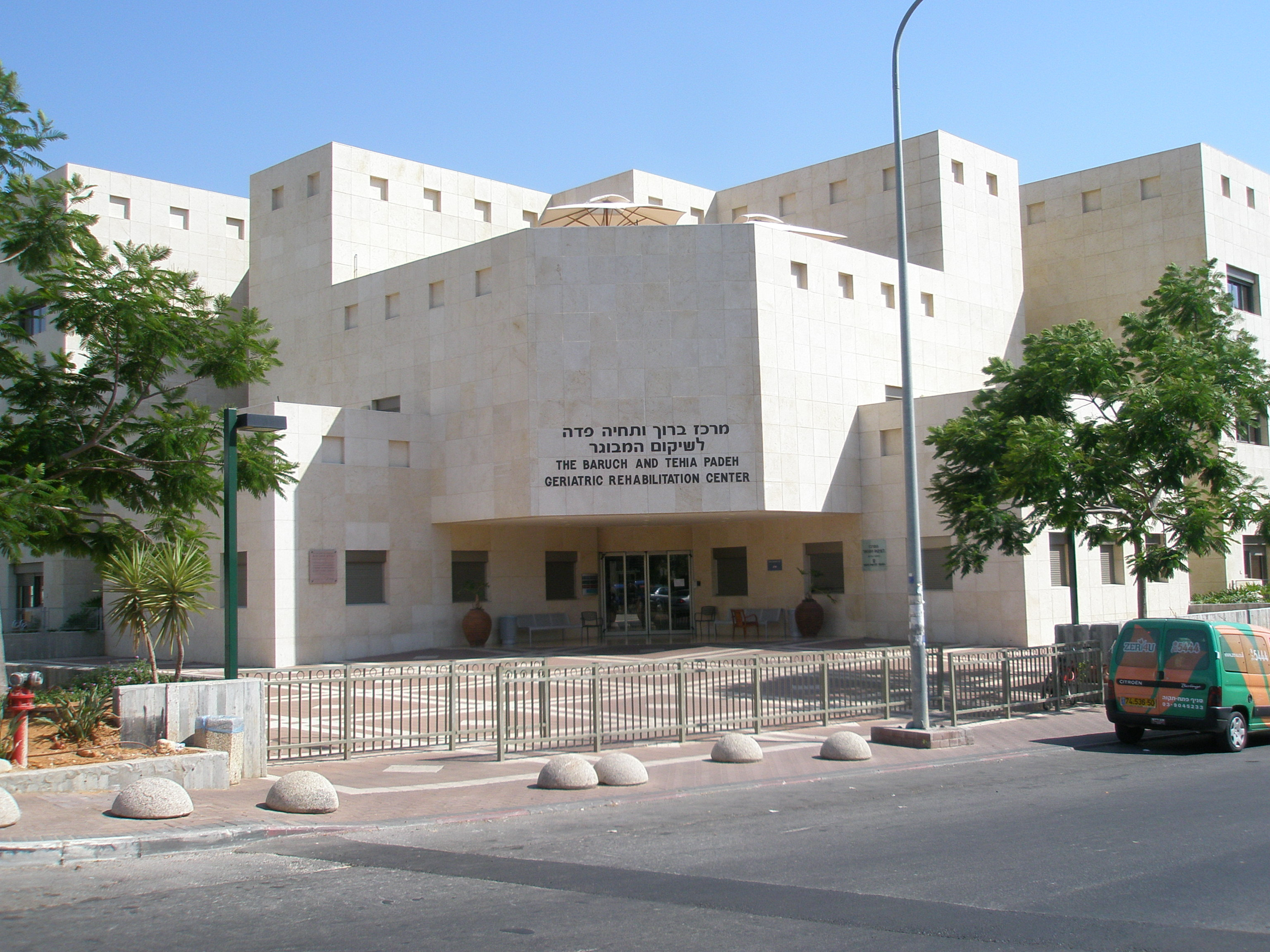
Budova geriatrického rehabilitačního centra

Nemocnice Tel ha-Šomer též Nemocnice Šeba neboli Šebova nemocnice (hebrejsky: המרכז הרפואי ע"ש חיים שיבא - תל השומר, ha-Merkaz ha-refu'i Chajim Šeba - Tel ha-Šomer, doslova Zdravotní centrum Chajima Šeby - Tel ha-Šomer, anglicky: Sheba Medical Center) je nemocnice na jižním okraji města Ramat Gan v Izraeli.

## Geografie
Leží v nadmořské výšce cca 50 metrů na jižním okraji města Ramat Gan a na jihozápadním okraji města Kirjat Ono, cca 8 kilometrů od pobřeží Středozemního moře. Na západě ji míjí dálnice číslo 4.

## Popis
Jde o největší nemocnici v Izraeli i na Blízkém Východě. Vznikla roku 1948 jako první vojenská nemocnice v nově vzniklém Izraeli v lokalitě nazývané tehdy Tel Litvinski. Rozsáhlý areál obsahuje 150 odborných pracovišť se 1700 lůžky a 7500 zaměstnanci (z toho 1400 lékařů a 2600 zdravotních sester). Poskytuje zdravotní péči pro 1 500 000 pacientů. Probíhá zde rozsáhlý lékařský výzkum. Základními pracovišti je ústav lékařského výzkumu, ústav lékařského vzdělávání, nemocnice pro akutní péči, dětská nemocnice, ženská nemocnice a rehabilitační nemocnice. Ředitelem nemocnice je Ze'ev Rothstein.